# Bereldange
Bereldange (lb. Bäreldeng, niem. Bereldingen) – wieś (Uertschaft) w południowym Luksemburgu, w kantonie Luksemburg, w gminie Walferdange. Do 3 października 2015 miejscowość leżała w dystrykcie Luksemburg. Liczy 4637 mieszkańców (1 stycznia 2023). 